# Aranyfoltos pontylazac
Az aranyfoltos pontylazac Dél-Amerika északnyugati részén található meg.

## A hal adatai
| Aranyfoltos pontylazac   | Aranyfoltos pontylazac |
| ------------------------ | ---------------------- |
| Tudományos név:          | Hemigrammus pulcher    |
| Család:                  | Characidae             |
| Méret                    | 5 cm                   |
| Igényelt vízhőmérséklet: | 24 °C                  |
| °pH                      | 6,0-7,0 pH             |
| °Nk                      | 2,0-15 Nk              |
| Helyigény                | 65 liter               |
| Táplálkozás              | Mindenevő              |
| Élettartam(év)           | 5-8 év                 |

## Külalak és jellegzetességek leírása
A család többi fajával összehasonlítva, a kecses pontylazac teste mélyebb. A kifejlett példányok feje és hátoldala sötét szürkészöld, bíborfényű rezes árnyalattal. A test alsó része ezüstös. Mint minden ezüstfényű hal esetében, testszíne a megvilágítástól függ. A pikkelyek széle sötét, a szem felül vörös, alul kékeszöld. A faroknyél felső részét aranyló sáv díszíti, az alatt pedig egy sötét folt van, ami előrefelé a hátúszó magasságában végződik. A test két oldala zöldestől vörösesig terjedő színben csillogó, sárgászöld, világító vállfolttal, a faroknyélen rövid, széles fekete csík van, amelyet alul és felül fényes aranysárga szegély övezhet. A hím valamivel karcsúbb, mint a nőstény.